# Conrad Langerfeldt
Conrad Hermann Friedrich Langerfeldt (* 5. August 1840 in Wolfenbüttel; † 7. Juli 1913 in Braunschweig) war Kreisdirektor, Bürgermeister und Mitglied des Deutschen Reichstags.

## Leben
Langerfeldt besuchte das Gymnasium in Wolfenbüttel und die Universitäten Heidelberg von 1859 bis 1861 und Göttingen bis 1863. 1860 wurde er Mitglied des Corps Vandalia Heidelberg. Nach abgelegten juristischen Staatsprüfungen war er zunächst Bürgermeister von Seesen von 1868 bis 1871, sodann angestellt im Staatsverwaltungsdienste des Herzogtums Braunschweig, verwendet bei verschiedenen Behörden. Er war Kreisdirektor in Helmstedt seit 1. Januar 1887 und in Braunschweig seit 1. November 1895. Weiter war er Abgeordneter zur Landesversammlung des Herzogtums Braunschweig und deren Vizepräsident. Auch war er Abgeordneter zur Landessynode des Herzogtums Braunschweig und deren Präsident. Er wurde ausgezeichnet mit dem Kommandeurkreuz II des Braunschweigischen Ordens Heinrichs des Löwen und der Kriegsdenkmünze 1870/71 von Stahl.
Von 1907 bis 1912 war er Mitglied des Deutschen Reichstags für den Reichstagswahlkreis Herzogtum Braunschweig 1 (Braunschweig, Blankenburg).